# AD 9 de Julio
Asociación Deportiva 9 de Julio – argentyński klub piłkarski z siedzibą w mieście Morteros, stolicy prowincji Córdoba.

## Historia
Klub założony został 25 lutego 1945 i gra obecnie w czwartej lidze argentyńskiej Torneo Argentino B.